# Вайн (Вюртемберг)
Вайн (нім. Wain) — громада в Німеччині, знаходиться в землі Баден-Вюртемберг. Підпорядковується адміністративному округу Тюбінген. Входить до складу району Біберах.
Площа — 20,14 км2. Населення становить 1659 ос. (станом на 31 грудня 2020).